# Piratycze
Piratycze (biał. Пірачыцы; ros. Пирачицы) – wieś na Białorusi, w obwodzie mińskim, w rejonie soligorskim, w sielsowiecie Akciabr.
W Imperium Rosyjskim leżały w guberni mińskiej, w powiecie słuckim. W latach 1919–1920 znajdowały się w Polsce, pod Zarządem Cywilnym Ziem Wschodnich, w okręgu mińskim, w powiecie słuckim. Wyznaczona w traktacie ryskim granica polsko-sowiecka pozostawiła miejscowość po stronie sowieckiej.